# Mohamed Manser
Mohamed Ali Manser (Arabisch: محمد علي منصر; Sfax, 28 april 1991) is een Tunesisch voetballer die doorgaans speelt als middenvelder. In september 2023 verruilde hij Al-Mesaimeer voor FC Brandbergen. Manser maakte in 2015 zijn debuut in het Tunesisch voetbalelftal.

## Clubcarrière
Manser speelde in de jeugdopleiding van CS Sfaxien. Bij die club ging hij in 2010 ook in het eerste elftal spelen. De middenvelder debuteerde op 15 mei 2010, toen met 1–1 gelijk werd gespeeld tegen US Monastir. Manser begon in de basis en speelde het gehele duel mee. Zijn eerste doelpunt maakte hij op 12 juni 2011, toen met 1–2 gewonnen werd op bezoek bij Stade Tunisien. In het seizoen 2012/13 werd Manser met Sfaxien landskampioen en het jaar erna won de club de CAF Confederation Cup. In 2016 maakte de middenvelder de overstap naar Espérance Tunis, waar hij zijn handtekening zette onder een verbintenis voor drie seizoenen. Een jaar later werd Manser voor de duur van één seizoen verhuurd aan Al-Ittihad. Na een halfjaar keerde hij al terug naar Espérance. Medio 2018 keerde Manser terug naar zijn oude club Sfaxien. In september 2021 werd Manser overgenomen door Al Ain. In januari 2022 werd Al-Mesaimeer zijn nieuwe club, waarna hij in september 2023 voor FC Brandbergen ging spelen.

## Clubstatistieken
| Seizoen | Club            | Competitie     | Competitie | Competitie | Beker | Beker | Internationaal | Internationaal | Totaal | Totaal |
| Seizoen | Club            | Competitie     | Wed.       | Dlp.       | Wed.  | Dlp.  | Wed.           | Dlp.           | Wed.   | Dlp.   |
| ------- | --------------- | -------------- | ---------- | ---------- | ----- | ----- | -------------- | -------------- | ------ | ------ |
| 2010/11 | CS Sfaxien      | Ligue 1        | 12         | 4          | ?     | ?     | —              | —              | 12     | 4      |
| 2011/12 | CS Sfaxien      | Ligue 1        | 22         | 5          | ?     | ?     | —              | —              | 22     | 5      |
| 2012/13 | CS Sfaxien      | Ligue 1        | 17         | 3          | ?     | ?     | 4              | 3              | 21     | 6      |
| 2013/14 | CS Sfaxien      | Ligue 1        | 16         | 2          | ?     | 4     | 11             | 2              | 27     | 8      |
| 2014/15 | CS Sfaxien      | Ligue 1        | 23         | 4          | ?     | 2     | —              | —              | 23     | 6      |
| 2015/16 | CS Sfaxien      | Ligue 1        | 24         | 3          | ?     | ?     | —              | —              | 24     | 3      |
| 2016/17 | Espérance Tunis | Ligue 1        | 11         | 1          | 0     | 0     | —              | —              | 11     | 1      |
| 2017/18 | → Al-Ittihad    | Premier League | 13         | 2          | 1     | 0     | —              | —              | 14     | 2      |
| 2017/18 | Espérance Tunis | Ligue 1        | 6          | 0          | ?     | ?     | 3              | 0              | 9      | 0      |
| Totaal  | Totaal          | Totaal         | 144        | 24         | ?     | 6     | 18             | 5              | 162    | 34     |

Bijgewerkt op 12 juni 2025.

## Interlandcarrière
Manser maakte op 11 januari 2013 zijn debuut voor het Tunesisch voetbalelftal, toen met 1–1 tegen Algerije werd gelijkgespeeld. Manser werd opgeroepen voor de Afrika Cup 2015. Tijdens het eerste duel van Tunesië, met Kaapverdië (1–1), maakte de middenvelder in de zeventigste minuut de openingstreffer.
| Interlands van Mohamed Manser voor Tunesië | Interlands van Mohamed Manser voor Tunesië | Interlands van Mohamed Manser voor Tunesië | Interlands van Mohamed Manser voor Tunesië | Interlands van Mohamed Manser voor Tunesië | Interlands van Mohamed Manser voor Tunesië |
| №                                          | Datum                                      | Wedstrijd                                  | Uitslag                                    | Competitie                                 | Goals                                      |
| Als speler bij CS Sfaxien                  | Als speler bij CS Sfaxien                  | Als speler bij CS Sfaxien                  | Als speler bij CS Sfaxien                  | Als speler bij CS Sfaxien                  | Als speler bij CS Sfaxien                  |
| ------------------------------------------ | ------------------------------------------ | ------------------------------------------ | ------------------------------------------ | ------------------------------------------ | ------------------------------------------ |
| 1                                          | 11 januari 2015                            | Tunesië – Algerije                         | 1 – 1                                      | Vriendschappelijk                          |                                            |
| 2                                          | 18 januari 2015                            | Tunesië – Kaapverdië                       | 1 – 1                                      | AK 2015                                    | 70'                                        |
| 3                                          | 22 januari 2015                            | Zambia – Tunesië                           | 1 – 2                                      | AK 2015                                    |                                            |
| 4                                          | 26 januari 2015                            | Congo-Kinshasa – Tunesië                   | 1 – 1                                      | AK 2015                                    |                                            |
| 5                                          | 31 januari 2015                            | Tunesië – Equatoriaal-Guinea               | 1 – 2                                      | AK 2015                                    |                                            |
| 6                                          | 27 maart 2015                              | Japan – Tunesië                            | 2 – 0                                      | Vriendschappelijk                          |                                            |
| 7                                          | 31 maart 2015                              | China – Tunesië                            | 1 – 1                                      | Vriendschappelijk                          | 39'                                        |
| 8                                          | 19 oktober 2015                            | Tunesië – Libanon                          | 1 – 0                                      | AFCON 2016 kwalificatie                    |                                            |
| 9                                          | 25 oktober 2015                            | Tunesië – Marokko                          | 2 – 3                                      | AFCON 2016 kwalificatie                    |                                            |
| 10                                         | 13 november 2015                           | Mauritanië – Tunesië                       | 1 – 2                                      | WK 2018 kwalificatie                       |                                            |
| 11                                         | 13 november 2015                           | Tunesië – Mauritanië                       | 2 – 1                                      | WK 2018 kwalificatie                       |                                            |
| 12                                         | 18 januari 2016                            | Tunesië – Guinee                           | 2 – 2                                      | AFCON 2016                                 |                                            |
| 13                                         | 22 januari 2016                            | Tunesië – Nigeria                          | 1 – 1                                      | AFCON 2016                                 |                                            |
| 14                                         | 26 januari 2016                            | Niger – Tunesië                            | 0 – 5                                      | AFCON 2016                                 |                                            |
| 15                                         | 31 januari 2016                            | Tunesië – Mali                             | 1 – 2                                      | AFCON 2016                                 | 14'                                        |
| 16                                         | 25 maart 2016                              | Tunesië – Togo                             | 1 – 0                                      | AK 2017 kwalificatie                       |                                            |
| 17                                         | 29 maart 2016                              | Togo – Tunesië                             | 0 – 0                                      | AK 2017 kwalificatie                       |                                            |
| 18                                         | 21 september 2019                          | Tunesië – Libië                            | 1 – 0                                      | AFCON 2020 kwalificatie                    |                                            |

Bijgewerkt op 12 juni 2025.

## Erelijst
| Ligue 1               | 1 | 2012/13 |
| CAF Confederation Cup | 1 | 2013    |